# 相羽装子
相羽 装子（あいば そうこ、1972年3月19日 - ）は、元中部日本放送 (CBC) のアナウンサー。愛知県出身。
明治学院大学卒業後、1994年にCBCに入社。同期に大石邦彦、中橋かおり、日角真、吉村洋子がいる。
1997年にCBCを退社し、1999年に結婚。アメリカカリフォルニア州に在住。

## アナウンサー時代の担当番組

### テレビ番組
- お母さんのコーラスカーニバル

### ラジオ番組
- フレッシュタイム305
- 0時半です松坂屋ですカトレヤミュージックです